# Vok
Vok (zm. 968) – czeski (?) komes, znany jedynie z wzmianki z kroniki Kosmasa z Pragi.
Sporą popularnością cieszy się hipoteza, że był ojcem Sławnika.
Czeski badacz Dušan Třeštík przypuszczał, że pochodził z dynastii Przemyślidów, będąc być może siostrzeńcem lub bratankiem Borzywoja I. W myśl koncepcji wspomnianego historyka syn Voka, Sławnik, około 950 roku miał ożenić się z córką lub siostrą Radosława, księcia kuřimskiego.